# Burj Khalifa
Burj Khalifa (arapski: برج دبي, doslovno "Toranj Kalifa") neboder je u Dubaiju, u Ujedinjenim Arapskim Emiratima i najviša je građevina na Zemlji. Visok je 828 metara s antenom. Trebao se zvati Burj Dubai, ali je u čast šeika Kalifa al-Nahjan nazvan Burj Khalifa.
Burj Khalifa je samo jedan od predviđenih sličnih nebodera u novom centru grada, "Downtown Dubaiju". Idejni je autor ovog projekta američki arhitekt Adrian Smith, a projektantska tvrtka je Skidmore, Owings and Merrill iz Chicaga. Kako se radi o divovskom građevinskom pothvatu, mnogo je izvođača radova, među kojima su najznačajniji korejski Samsung, belgijski Besix, emiratski Arabtec i američki Turner. Investitor, Emaar Properties, u većinskom je vlasništvu Mohameda bin Rašida Al Maktuma, vladara Dubaija.
Gradnja je započela 21. rujna 2004., a neboder je otvoren 4. siječnja 2010. Cijeli Burj Khalifa koštao je oko 1,5 milijarde američkih dolara.

## Visina
Vidi još: Popis najviših nebodera svijeta

### Kronologija
- 21. rujna 2004. – početak gradnje Burj Khalife.
- veljača 2007. – prestiže čikaški Willis Tower, kao zgrada s najviše katova.
- 13. svibnja 2007. – postavlja rekord u visini na koju je pumpan beton (452 m), čime je oboren rekord postavljen kod gradnje tajvanskog nebodera Taipei 101.
- 21. srpnja 2007. – postaje najviša zgrada na svijetu prestigavši Taipei 101 (rekord je neslužben do završetka gradnje).[3]
- 12. kolovoza 2007. – prestiže visinu antene Willis Towera.
- 12. rujna 2007. – postaje najviša samostojeća svjetska građevina, prešavši visinu CN Towera u Torontu.[4]
- 1. rujna 2008. – sa 688 m postaje najviša samostojeća građevina ikad izgrađena, prešavši visinu srušenog varšavskog radijskog odašiljača.[5]
- 17. siječnja 2009. – neboder je dosegao konačnu visinu od 818 m.[6]
- 4. siječnja 2010. – neboder je otvoren.

### Rekordi
Burj Khalifa je najviša građevina koja je postavila veliki broj rekorda u različitim segmentima. 
Ovdje su navedeni neki od njih:
- Najviša zgrada u svijetu (828 m)
- Najviša samostojeća struktura (828 m)
- Zgrada s najviše katova (163 katova)
- Najviši u svijetu instalirano dizalo
- Najbrže dizalo na svijetu (64 km/h)
- Najviši svjetski bazen (76. kat)
- Najviši svjetski noćni klub (144. kat)
- Najviši svjetski restoran (122. kat – 442 m)
- Najviši okomito pumpani beton (606 m)
- Najviša ugradnja aluminijske i staklene fasade (512 m)

## Namjena
Namjena Burja Khalife je široka. U zgradi je smješteno 30.000 stanova, 9 hotela, trgovinski centar, nekoliko bazena i mnogo drugih prostora.

## Napredak konstrukcije Burj Khalife
- 1. veljače 2006.
- 29. kolovoza 2006.
- 11. studenog 2006.
- 2. siječnja 2007.
- 21. ožujka 2007.
- 7. svibnja 2007.
- 15. srpnja 2007.
- 9. kolovoza 2007.
- 11. ožujka 2008.
- 8. svibnja 2008.
- 10. srpnja 2010.
- 8. siječnja 2010.
- Nakon otvorenja

## Vanjske poveznice
- Službena stranica (engl.)
- Adrian Smith + Gordon Gill Architecture – službena stranica (engl.)
- Skidmore, Owings & Merrill LLP – službena stranica (engl.)
- Burj Dubai – fotografije i informacije  Arhivirana inačica izvorne stranice od 22. srpnja 2006. (Wayback Machine) (engl.)